# Stemma di Gioia Tauro
Lo stemma della città di Gioia Tauro raffigura una palma affiancata da altre due più piccole in un campo rosso, sopra la prima palma si trova una stella dorata. In cima si trova una corona d'oro a forma di muraglia, questo rappresenta ciò che è accaduto durante la dominazione spagnola, tra il XVI e il XVIII secolo, la città venne fortificata con mura di cinta rafforzate da torri d'avvistamento per difendersi dalle incursioni dei Saraceni. Nei lati vi si trova un ramo di ulivo (simbolo di pace) e un ramo di quercia (simbolo di forza), legati da un nastro tricolore.

## Storia

### Stemma
Lo stemma cittadino risale agli inizi dell'Unità d'Italia, precisamente al 1863, nello stesso anno in cui il nome della città da Gioja passò a Gioia Tauro. Lo stemma fu riconosciuto solamente 60 anni dopo dal Re d'Italia Vittorio Emanuele III, con un Decreto reale risalente al 4 settembre 1922, poi trascritto nei registri della Consulta araldica in data 17 dicembre 1923, con la seguente descrizione araldica:

### Gonfalone
Il Gonfalone di Gioia Tauro viene utilizzato dal Comune nelle cerimonie ufficiali e cittadine. È stato concesso con un Decreto del Presidente della Repubblica (Oscar Luigi Scalfaro) in data 8 novembre 1993, trascritto nel Registro Araldico dell'Archivio Centrale di Stato il 9 dicembre 1993 e infine registrato all'Ufficio Araldico Italiano il 20 gennaio 1994.